# Ernst Chladni
Ernst Florenz Friedrich Chladni (Wittenberg, 30 november 1756 - Breslau, 3 april 1827) was een Duitse natuurkundige die beschouwd wordt als de grondlegger van de akoestiek.

## Levensbeschrijving
Chladni werd door zijn vader naar de Universiteit van Wittenberg gestuurd om rechten te studeren. Na die studie verdiepte hij zich echter in de muziek en in de wetenschap. Hij richtte vanaf 1782 zijn huis in om experimenten te doen, waarbij hij zich vooral verdiepte in trillende vlakken. Deze trillingen waren te complex om wiskundig te beschrijven, en daarom zocht Chladni naar een experimentele methode.
Om die trillingen zichtbaar te maken, liet hij zich inspireren door de figuren die Georg Christoph Lichtenberg zichtbaar had gemaakt door elektrische ontladingen. Dat deed hij door poeder op elektrisch geladen barnsteen te strooien.

## Chladni-patronen

Chladni-patronen van de achterzijde van een gitaar. Specifieke resonantietoonhoogtes vertonen een ander patroon

Zijn naam is verbonden aan de Chladni-patronen, patronen die ontstaan door heel fijn en licht poeder (zand of lycopodiumpoeder) te strooien op een trillend vlak, zoals het blad van een gitaar of een viool. Door de trillingen tekenen zich in het poeder de "knopen en buiken" af van staande golven.

## Biografieën en boeken over E. Chladni
- Rossing T.D. (1982) Chladni's Law for Vibrating Plates, American Journal of Physics 50, 271–274
- Marvin U.B. (1996) Ernst Florenz Friedrich Chladni (1756–1827) and the origins of modern meteorite research, Meteoritics & Planetary Science 31, 545–588